# Maelbeek
Maelbeek – dopływ rzeki Zenne. Płynie przez kilka gmin w Brukseli: Elsene, Etterbeek, Saint-Josse-ten-Noode i Schaerbeek. Źródło znajduje się w Abbaye de la Cambre.